# Lisl Perkaus
Elisabeth ”Lisl” Perkaus (även Liesel, Liesl och Lisel, gift Richter), född 24 maj 1905, död 27 januari 1987, var en österrikisk friidrottare  med kastgrenar som huvudgren. Perkaus var världsrekordhållare i kulstötning och blev bronsmedaljör vid den tredje damolympiaden 1930 och vid damspelen 1931 och var en pionjär inom damidrott.

## Biografi
Elisabeth Perkaus föddes 1905, i ungdomen började hon intressera sig för friidrott och kring 1924 gick hon med i idrottsföreningen ”Floridsdorfer Athletiksport-Club” (FAC). Från 1927 tävlade hon för idrottsföreningen ”Damensportverein Danubia” i Wien.
Hon tävlade främst i löpgrenar (främst kortdistanslöpning) men även i kastgrenar (främst spjutkastning, kulstötning och diskuskastning) och hoppgrenar (främst längdhopp).
1928 deltog Perkaus vid de Olympiska sommarspelen i Amsterdam. Hon tävlade i diskuskastning där hon slutade på en 6:e plats.
1930 deltog hon vid damolympiaden i Prag, under idrottsspelen vann hon bronsmedalj i kulstötning.
1931 deltog Perkaus vid Olimpiadi della Grazia 29–31 maj i Florens, under denna tävling tog hon bronsmedalj i Svensk stafett (med Herma Schurinek, Veronika Kohlbach, Perkaus och Maria Weese).
Under sin aktiva karriär satte Perkaus flera världsrekord i olika grenar. 1926 kastade hon 9,35 meter i kulstötning och 25,65 i diskuskastning vid tävlingar i Wien den 20 juni (världsårsbästa i båda grenar dock utan officiell notering om världsrekord). Första officiella rekordet sattes 8 augusti samma år med 9,80 meter vid tävlingar i tjeckiska Brno.
Perkaus var flerfaldig österrikisk mästare: i löpgrenar med löpning 100 meter (1926), 300 meter (1924, 1925 och 1926), stafettlöpning 4 x 100 meter (1927), i hoppgrenar med längdhopp (1924) och i kastgrenar med diskuskastning (1926, 1928, 1929, 1930, 1931, 1933 och 1934), kulstötning (1926, 1927, 1928, 1929, 1930, 1932 och 1933), spjutkastning (1924 och 1926) samt mångkamp med Femkamp (1928 och 1931, då med 100 meter, höjdhopp, 80 meter häck, diskus och spjut). Resultaten i flera mästartitlar utgjorde även nationsrekord.
Elisabeth Perkaus-Richter dog 1987.